# Scorpaenodes investigatoris
Scorpaenodes investigatoris és una espècie de peix pertanyent a la família dels escorpènids.

## Descripció
- Fa 7,3 cm de llargària màxima.[5][6]

## Hàbitat
És un peix marí, demersal i de clima tropical que viu fins als 170 m de fondària.

## Distribució geogràfica
Es troba a l'Índic occidental: el Pakistan.

## Observacions
És inofensiu per als humans.